# سارا مانينين
سارا مانينين هي ممثلة كندية، ولدت في 6 نوفمبر 1976 في كندا.

## وصلات خارجية
- سارا مانينين على موقع IMDb (الإنجليزية)
- سارا مانينين على موقع قاعدة بيانات الفيلم (الإنجليزية)